# Sinéad (canción de Within Temptation)
«Sinead» es el segundo sencillo de la banda neerlandesa álbum Within Temptation de su quinto álbum The Unforgiving lanzado el 15 de julio de 2011. Fue anunciado el 15 de abril de 2011.

## Canciones
2 Track German CD
1. "Sinéad" (Single Edit) - 3:52
2. "Sinéad" (Scooter Remix) - 3:46

5 Track Maxi CD
1. "Sinéad" (Single Edit) - 3:52
2. "Empty Eyes" - 3:42
3. "Sinéad" (VNV Nation Remix) - 6:30
4. "Sinéad" (Scooter Remix) - 3:46
5. "Sinéad" (Groove Coverage Remix) - 4:53

| Digital Audio Bundle |                                        |          |  |
| N.º                  | Título                                 | Duración |  |
| 1.                   | «Sinéad (Single Edit)»                 | 3:52     |  |
| 2.                   | «Sinéad (VNV Nation Remix)»            | 6:30     |  |
| 3.                   | «Sinéad (Scooter Remix)»               | 3:46     |  |
| 4.                   | «Sinéad (Groove Coverage Remix)»       | 4:53     |  |
| 5.                   | «Sinéad (Groove Coverage Remix- Edit)» | 3:35     |  |
| 6.                   | «Sinéad (VNV Nation Remix- Edit)»      | 3:56     |  |

| Digital Combo Bundle |                                        |          |  |
| N.º                  | Título                                 | Duración |  |
| 1.                   | «Sinéad (Single Edit)»                 | 3:52     |  |
| 2.                   | «Sinéad (VNV Nation Remix)»            | 6:30     |  |
| 3.                   | «Sinéad (Scooter Remix)»               | 3:46     |  |
| 4.                   | «Sinéad (Groove Coverage Remix)»       | 4:53     |  |
| 5.                   | «Sinéad (Groove Coverage Remix- Edit)» | 3:35     |  |
| 6.                   | «Sinéad (VNV Nation Remix- Edit)»      | 3:56     |  |
| 7.                   | «Sinéad (Video Broadcast Version)»     | 4:23     |  |

| Digital Combo Bundle Exclusive (Musicload Exclusive Edition) |                                        |          |  |
| N.º                                                          | Título                                 | Duración |  |
| 1.                                                           | «Sinéad (Single Edit)»                 | 3:52     |  |
| 2.                                                           | «Sinéad (VNV Nation Remix)»            | 6:30     |  |
| 3.                                                           | «Sinéad (Groove Coverage Remix)»       | 4:53     |  |
| 4.                                                           | «Sinéad (Scooter Remix)»               | 3:46     |  |
| 5.                                                           | «Sinéad (Groove Coverage Remix- Edit)» | 3:35     |  |
| 6.                                                           | «Sinéad (VNV Nation Remix- Edit)»      | 3:56     |  |
| 7.                                                           | «Sinéad (Benno de Goeij Remix)»        | 3:04     |  |
| 8.                                                           | «Sinéad (Video Broadcast Version)»     | 4:23     |  |

| Digital Combo Bundle 1- iTunes UK |                                    |          |  |
| N.º                               | Título                             | Duración |  |
| 1.                                | «Sinéad (Single Edit)»             | 3:52     |  |
| 2.                                | «Sinéad (Scooter Remix)»           | 3:46     |  |
| 3.                                | «Sinéad (VNV Nation Remix)»        | 6:30     |  |
| 4.                                | «Sinéad (Video Broadcast Version)» | 4:23     |  |

## Video musicales

### Cortometraje Mother Maiden
La película comienza con Sinead mostrando un arma. Ella busca una foto y mantiene una discusión con su padre. Más tarde se puede ver a Susy, su hija, quien es testigo cuando dispara contra su abuelo. El tráiler termina cuando Mother Maiden está yendo a la morgue y va hacia el cadáver de Sinead, donde la despierta y esta luego se retira del lugar.

### Video musical
El video consiste en la banda tocando, incorporando fragmentos del cortometraje Mother Maiden. Sinead fue filmado en un boliche la misma semana en que se realizaron los videos de Shot in the Dark.

## Posicionamiento
| Listas                                      | Posiciones |
| ------------------------------------------- | ---------- |
| Austrian Singles Chart                      | 37         |
| Bélgica (Flandes) (Ultratip Bubbling Under) | 11         |
| German Singles Chart                        | 64         |